# William Redmond
William Hoey Kearney Redmond (Willie Redmond) (Ballytrent, 15 april 1861 – Wijtschate, 7 juni 1917) was een Iers nationalistisch politicus en advocaat. Hij was 34 jaar parlementslid voor de Irish Parliamentary Party en hevig bepleiter van Ierse zelfstandigheid (Irish Home Rule). Hiervoor belandde hij driemaal in de gevangenis. Hij sneuvelde tijdens de Eerste Wereldoorlog.
Redmond groeide op in Ballytrent (County Wexford). Na zijn studies aan het Knockbeg College en St. Patrick’s, Carlow College monsterde hij aan als leerling op een koopvaardijschip. In 1879 nam hij dienst in het Royal Irish Regiment en werd in 1880 officier. In 1881 nam hij ontslag.

## Politieke loopbaan
Hij sloot zich aan bij de Irish National Land League, d.i. een politieke organisatie die ijverde voor afschaffing van het grootgrondbezit en de herverdeling van de landbouwgrond ten voordele van de pachters. Wegens opruiende publicaties werd hij veroordeeld tot drie maanden hechtenis.
In 1882 trok hij met Michael Davitt (een andere Ierse vrijheidsstrijder) naar de Verenigde Staten om bij de lokale Ierse gemeenschappen fondsen te werven voor het financieren van hun doelstellingen. Later trok hij samen met zijn broer John om dezelfde reden naar Australië.
In 1883 werd hij verkozen als parlementslid voor het district Wexford Borough en zetelde vanaf dan in het Britse Lagerhuis. Na de opheffing van dit kiesdistrict werd hij als afgevaardigde verkozen voor Fermanagh North en in 1892 voor het Clare East district, wat hij tot aan zijn dood bleef.
In 1886 huwde hij Eleanor Mary Dalton, oudste dochter van James Dalton (ook een strijder voor de Ierse onafhankelijkheid maar verblijvend in Australië). Zij kregen een zoon die in 1891 op vijfjarige leeftijd overleed.
Redmonds politiek was het streven naar zelfbestuur voor Ierland. De status van Canada en Australië als staten met zelfbestuur (dominions) had grote invloed op zijn concept van zelfstandigheid voor Ierland.
Hij vond dat de wetten van de Britse Unie nefast waren voor de ontwikkeling van zijn land. Door deze visie en zijn extraverte en sterke verbale kwaliteiten werd hij en andere Ierse leden door de Britten gehaat. Wegens diverse gewelddadige confrontaties met de unionisten werd hij meermaals uit het Lagerhuis verwijderd.
Na het veroorzaken van hevige sociale onrust tijdens een vlammende speech ter ondersteuning van de United Irish League, werd hij in 1902 opnieuw gevangengezet.
Onderlinge twisten tussen de hardliners en de meer gematigden binnen de Irish Party verzwakte de slagkracht van de partij. Vooral de onthouding van de All-for-Ireland League bij de stemming van de derde Home Rule Act 1914 was voor Redmond een zware slag.

## Eerste Wereldoorlog
Door het uitbreken van de Eerste Wereldoorlog kon de “Home Rule Act 1914” niet uitgevoerd worden. Dat veroorzaakte een groeiende verbittering tegen Engeland. In de hoop dat Engeland na de oorlog de wet alsnog onverkort zou toepassen spoorde hij de leren aan om als vrijwilligers mee te strijden met Engeland. Zelf vertrok hij als kapitein bij het Royal Irish Regiment naar het front in Frankrijk en Vlaanderen. Hij was toen 53 jaar.
Hij was van mening dat de gezamenlijke strijd van de katholieke en protestantse regimenten zou bijdragen tot het overbruggen van de onderlinge tegenstellingen. Op deze manier zou Ierland het best gediend zijn want "als Duitsland wint zijn we allemaal bedreigd".
De Paasopstand in 1916 en de bloedige onderdrukking ervan door de Britten was andermaal een zware tegenslag voor hem. Daardoor raakte hij nog meer overtuigd van de noodzaak voor een zelfstandig Ierland. Tijdens zijn verlof in maart 1917 hield hij een bewogen toespraak in het parlement waarin hij eiste dat Engeland het de geschorste Home Rule Act onverkort zou uitvoeren. Dit waren ze volgens hem verplicht wegens de vrijwillige deelname en offers van de Ierse soldaten.

## Dood
Na zijn terugkeer aan het front - hij was intussen bevorderd tot majoor - nam hij deel aan de Tweede Slag om Mesen op 7 juni 1917. Hierbij werd hij als een van de eersten gewond. Een soldaat van de protestantse 36th (Ulster) Division probeerde hem te evacueren maar werd hierbij zelf gewond. Collega’s brachten hem naar de hulppost in het klooster van Loker. Hij overleed op 56-jarige leeftijd aan zijn verwondingen.

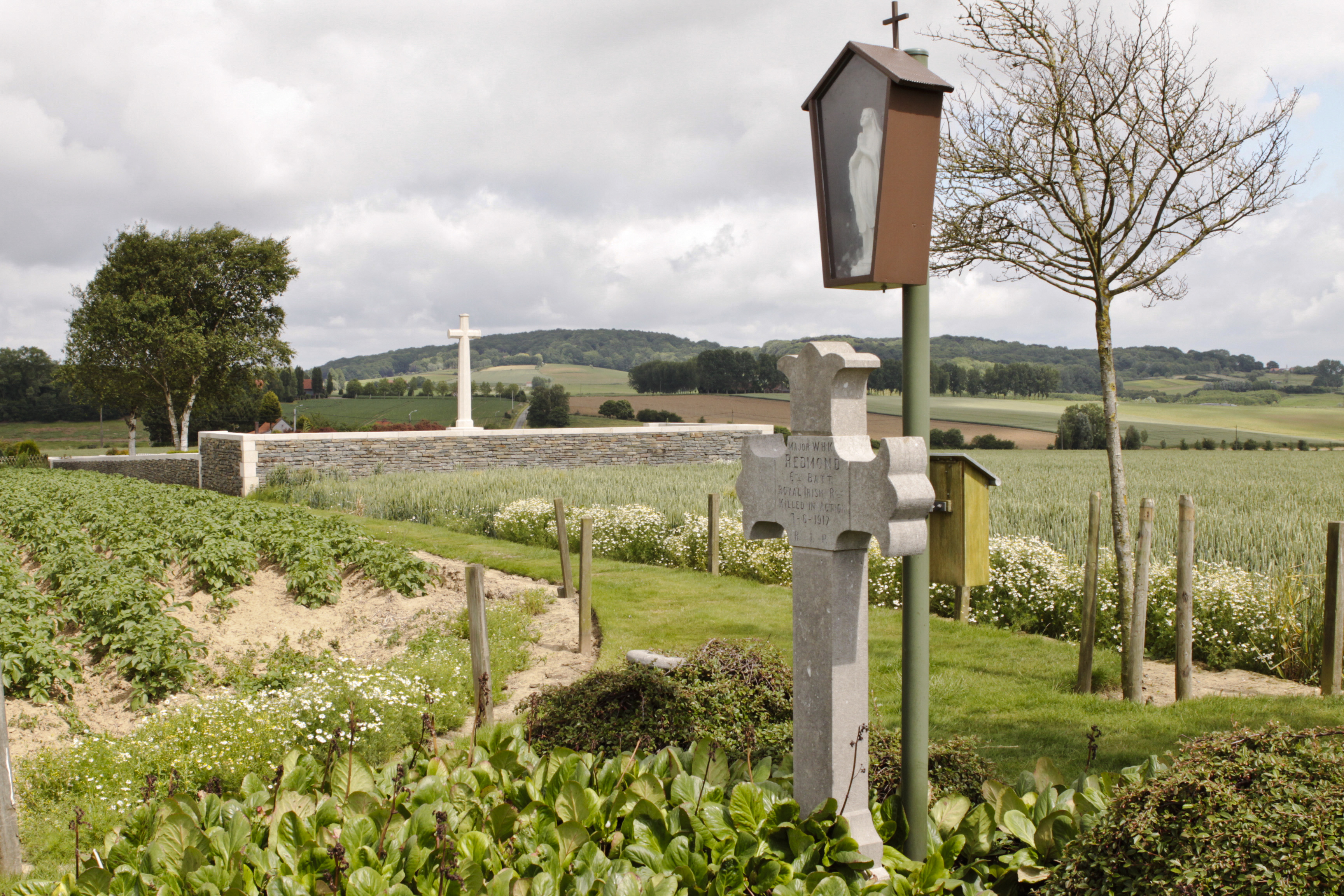
Graf van Maj. William Redmond

Het bericht van zijn dood kreeg internationaal grote aandacht. Ook in Engeland spraken veel unionisten vol lof over hem. De Franse regering verleende hem postuum het Légion d’honneur.
Hij werd begraven in de tuin van het toenmalige Sint-Antoniusgesticht. Toen het gesticht werd verwoest, zou het graf verplaatst worden naar een regulier Brits kerkhof, maar dit werd tegengehouden door de vrouw van William Redmond. Het ligt nu zo'n 30 m ten westen van het Locre Hospice Cemetery in het veld. Dankzij de zorgen van de plaatselijke bevolking werd het graf mooi onderhouden en niet vergeten. Sinds de jaren 1990 wordt zijn graf onderhouden door de Commonwealth War Graves Commission.
Pas in december 1921 verkreeg Ierland (Ierse Vrijstaat) zelfbestuur en in 1949 werd het een republiek.
Zijn graf werd in 2009 als monument beschermd.

## Trivia
Op 19 december 2013 bezochten de voormalige Britse premier David Cameron en zijn Ierse ambtsgenoot Enda Kenny samen het graf van W. Redmond in Loker.
- Australian Dictionary of Biography: redmond-william-hoey-kearney-4913
- Bibliothèque nationale de France: cb164868151 (data)
- Gemeinsame Normdatei: 119504863
- International Standard Name Identifier: 0000 0001 2098 3102
- Library of Congress Control Number: n96071866
- Nederlandse Thesaurus van Auteursnamen: 169296490
- SNAC: w6zq4h7m
- Système universitaire de documentation: 135189713
- Trove: 1181683
- Virtual International Authority File: 823668
- WorldCat: E39PBJymDHdF6gvDYwqdgybw4q